# Ciro (patriarca di Costantinopoli)
Ciro (VII secolo – VIII secolo) è stato un arcivescovo e santo bizantino, che ha ricoperto la carica di patriarca di Costantinopoli dal 705 fino al 712 e che è venerato come santo dalla Chiesa ortodossa e dalla Chiesa cattolica.
Monaco ad Amastri (oggi Amasra), secondo la leggenda avrebbe predetto il ritorno sul trono imperiale di Giustiniano II, cacciato da Leonzio. Quando Giustiniano tornò ad essere imperatore, destituì Callinico e nominò Ciro come patriarca di Costantinopoli. Fu deposto dal successivo imperatore Filippico e mandato in esilio.
È commemorato il 7 gennaio dalla Chiesa cattolica e il 21 gennaio (8 gennaio secondo il calendario giuliano) dalla Chiesa ortodossa.